# Franjevačka crkva i samostan Gospe od Zdravlja u Splitu
Crkva i samostan Gospe od Zdravlja, poznato marijansko svetište u Splitu. Današnja crkva sagrađena je u novije vrijeme i posvećena 1937. godine, a nalazi se na mjestu starije crkve iz 18. stoljeća. Smještena je na sjevernoj strani Trga Gaje Bulata, istočno od zgrade HNK u Splitu.

## Povijest
Barokna crkva Gospe od Zdravlja iz 18. stoljeća srušena je početkom 1930-ih, a na njenom je mjestu 1937. godine izgrađena nova crkva u modernističkom stilu prema projektu arhitekta Lavoslava Horvata iz Zagreba. Nova crkva bila je veća od prethodne, a bila je širine 22 m, duga 36 i visoka 12,5 metara.
Od stare crkve sačuvan je barokni zvonik, a samostanska zgrada je proširena početkom 90-ih kada je izgrađena pinakoteka. Fresku Krista Kralja na zidu iza oltara izradio je 1959. godine hrvatski slikar Ivo Dulčić (1916. – 1975.).

## Zaštita
Zaštićeno je kulturno dobro.
Građena je u 19. i 20. stoljeću. Arhitekti koji su radili na njoj su Vicko Andrić i Lavoslav Horvat.
Pod oznakom Z-3862 zavedena je kao nepokretno kulturno dobro - pojedinačno, pravna statusa zaštićena kulturnog dobra, klasificiranog kao sakralna graditeljska baština.

## Vanjske poveznice
|  | Zajednički poslužitelj ima još gradiva o temi Franjevačka crkva i samostan Gospe od Zdravlja u Splitu |

- Gospa od Zdravlja - franjevci-split.hr
- Gospa od Zdravlja - gripe.hr  Arhivirana inačica izvorne stranice od 15. rujna 2013. (Wayback Machine)
- Crkva Gospe od Zdravlja  Arhivirana inačica izvorne stranice od 23. travnja 2012. (Wayback Machine)